# Tumulus d'Othée
Le tumulus d'Othée appelé localement Grosse Tombe est un tumulus situé à Othée dans la commune belge d'Awans en province de Liège. 
Il est repris sur la liste du patrimoine exceptionnel de la Région wallonne depuis le 29 novembre 1991.

## Situation
Il se situe au nord-ouest du village hesbignon d'Othée, en pleine campagne et à proximité du chemin du Tumulus et de la voie de Russon. La route nationale 614 Tongres-Amay se trouve à environ 2 km à l'ouest. Cette voie rectiligne est l'ancienne chaussée romaine appelée également Chaussée Verte ou Chaussée de Tongres. La région flamande se situe à environ 500 m.

## Historique
Le tumulus a été le cadre de la bataille d'Othée en 1408.

## Description
Il s'agit d'un tumulus boisé d'un diamètre d'une cinquantaine de mètres et d'une hauteur d'environ 10 m. Il s'agit ici d'un tumulus circulaire recouvrant une ou plusieurs sépultures et composée de terre et de pierres. La sépulture qui devrait se trouver en son centre n’a jamais été découverte.

## Patrimoine
Le tumulus est repris sur la liste du patrimoine immobilier classé d'Awans et sur la liste du patrimoine exceptionnel de la Région wallonne.